# Нова Месимврија
Нова Месимврија (грч. Νέα Μεσημβρία) је насељено место у општини Илиџијево у периферији Средишња Македонија, Грчка. Према попису из 2021. године било је 2.303 становника.
Нова Месимврија је основана 1926. године у близини села Бугаријево. Овде су насељене грчке избегличке породице из Несебара (Месимврија) у Бугарској. Село је на попису из 1928. године имало 935 становника. После Грчког грађанског рата долази до спајања Нове Месимврије и Бугаријева, тако што се мештани Бугаријева у наредним пописима рачунавају у становништво Нове Месимврије.

## Бугаријево
Према бугарском географу и историчару, Василу Канчову, у Бугаријеву је 1900. године живело 590 Словена хришћана. Током Првог светског рата село је доста страдало, и велики део становништва је 1914. године принудно исељен у Бугарску. У лето 1920. године насељено је 44 грчких избегличких породица са Кавказа, а после 1922. године и друге грчке породице. На попису из 1928. године Бугаријево је имало 527 становника.